# Schloss Wolfsbrunn
Schloss Wolfsbrunn ist ein schlossartiges Anwesen im Hartensteiner Ortsteil Stein im Süden des Landkreises Zwickau in Sachsen. Es befindet sich im Besitz der MeineZeit Mgt. AG und wird als repräsentatives Hotel unter dem Namen Das Wolfsbrunn - MeineZeit im Erzgebirge geführt.

## Geschichte
Das Bauwerk wurde in den Jahren 1911 bis 1914 im nordöstlichen Bereich des Steinwaldes gegenüber der Burg Stein und in der Nähe des Flusses Zwickauer Mulde errichtet; es diente als privater Wohnsitz des vermögenden Bergbauunternehmers Karl Georg Wolf, der Grubenvorstandsvorsitzender der Gewerkschaft Deutschland in Oelsnitz/Erzgeb. und Unternehmer im Lugau-Oelsnitzer Steinkohlenrevier war., Dr. jur. Karl Georg Wolf (1863–1934). Die Entwürfe stammen von dem Münchner Architekten Emanuel von Seidl, der auch andere vergleichbare Industriellenwohnsitze schuf. Die Architektur lässt sich in die zeitgenössischen Strömungen von Reformarchitektur und Heimatschutzstil einordnen und zeigt Anklänge an das süddeutsche Barock. Die Innenausstattung, teilweise noch im Originalzustand vorhanden, erfolgte durch bekannte Münchner Künstler.
1934 verstarb der Eigentümer. Alleinerbe war sein Sohn Dr. jur. Georg Wolf jun. (1904–1983); der durch intensive Bemühungen erreichte, dass Schloss mit dem angrenzenden Park unter Heimatschutz gestellt wurde. An Sonn- und Feiertagen stand es der Öffentlichkeit zur Besichtigung offen. Trotz Gründung eines Familienvereins konnte er die Immobilie nicht halten. 1941 verkaufte er das Haus an den Reichsverband für Deutsche Jugendherbergen. In der Zeit des Nationalsozialismus diente die Anlage als Jugendherberge, Reichsführerinnenschule, Offizierslazarett und Quartier eines Stabes der deutschen Wehrmacht.

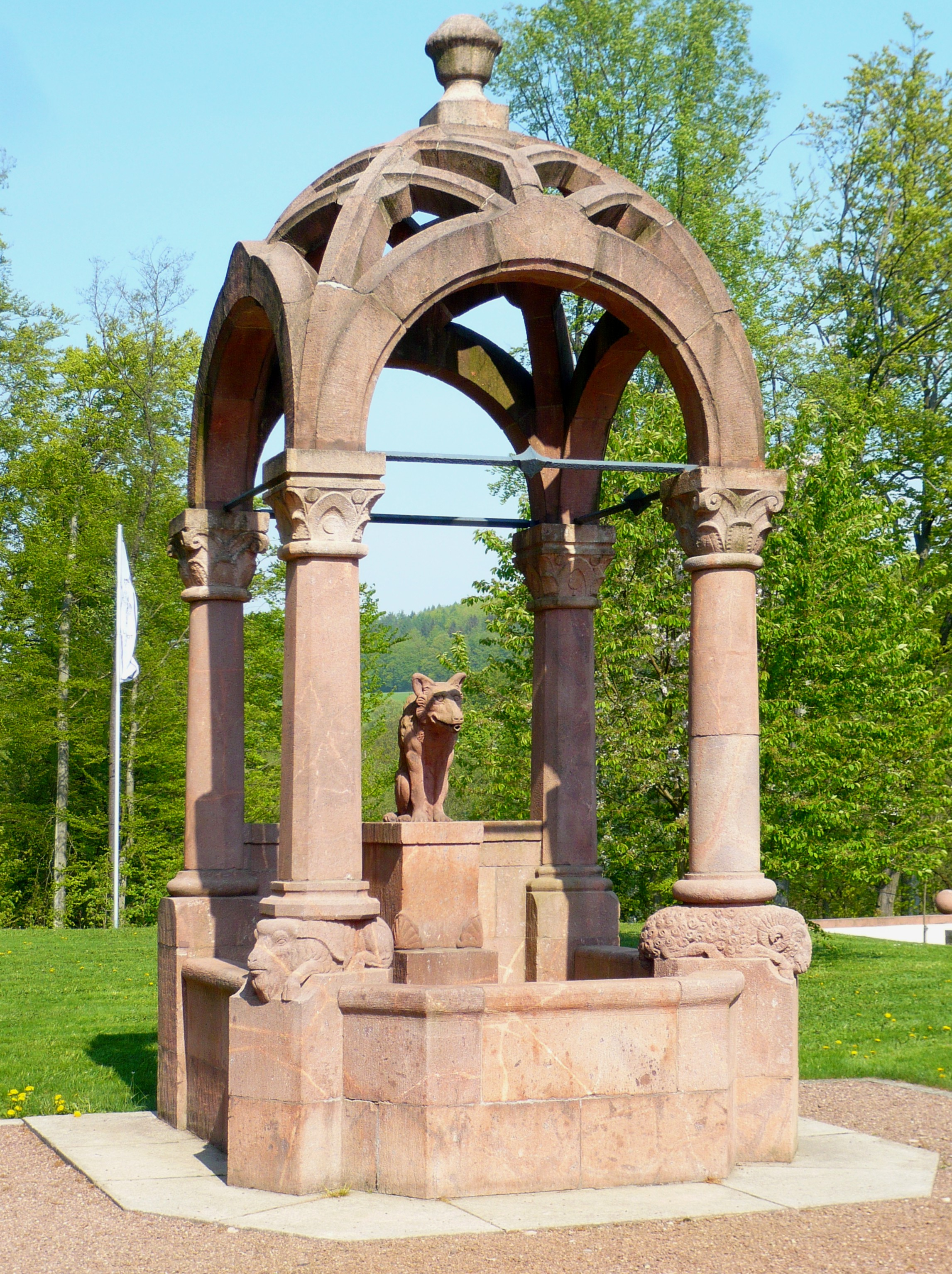
Brunnen für den Namenspatron Wolf

Nach dem Zweiten Weltkrieg wies man zunächst Umsiedler in die Räumlichkeiten ein. Bereits seit Ende 1945 erfolgte die Nutzung als Jugendschule, bald Bezirksjugendschule der Freien Deutschen Jugend. Seit 1951 befand sich das Gebäude in Rechtsträgerschaft der Stadt Hartenstein, nach 1967 war es dem Zentralrat der FDJ zugeordnet. Später wurden hier Pionierleiter geschult, die durch zusätzlichen Unterricht im Fach Pädagogik auch zum Unterstufenlehrer ausgebildet wurden.
Nach der Wende blieb die Anlage einige Jahre ungenutzt. 1997 kauften die Gebrüder Uwe, Helge und Karl-Ludwig Leonhardt als Gebrüder Leonhardt GbR die Immobilie von der Stadt Hartenstein. Mit einer Investitionssumme von 10 Millionen DM ließen sie es als Hotel mit Naturpark ausbauen, es dient seither auch als Musterpark des Freistaats Sachsen. Am 1. März 1999 eröffnete es als Schlosshotel Wolfsbrunn. Zunächst hatte das Hotel zwei Restaurantbereiche, ein mit 14 Gault-Millau-Punkten bewertetes Gourmetrestaurant und das Restaurant Georg Wolf.
Zu Beginn des 21. Jahrhunderts wurde die Anlage noch einmal umgebaut. Nach der Entlassung des Betreibers firmiert das Schloss seit 2010 als Gästehaus mit gehobenem Standard. Es werden 30 Mitarbeiter beschäftigt, darunter bis zu fünf Auszubildende.

## Anwesen
Das herrschaftliche Wohnhaus mit L-förmigem Grundriss ist von einer 6 ha großen Parkanlage umgeben. Hier befinden sich mehrere gut gepflegte Rasenflächen und ein quadratischer Springbrunnen mit Schildkröten als Wasserspeier. Ein oktogonaler Brunnen aus rotem Sandstein, der die Figur eines sitzenden Wolfes mit vier Säulen und einer Kuppel aus massivem Maßwerk überwölbt, versinnbildlicht den Namen des Anwesens. Der Wolfsbrunnen ist an der Anfahrt des Hofes platziert. Das Sockelgeschoss des Gebäudes ist teilweise mit Natursteinplatten aus rotem Sandstein verblendet, Fensterlaibungen und Erker sind ebenfalls mit diesem Baumaterial geschmückt. Eine Kartusche über dem Haupteingang verkündet:
Im Herrenzimmer hängen Ludwig von Herterichs gemalte Porträts berühmter Persönlichkeiten wie Goethe, Mozart, Beethoven oder Richard Wagner. Im Blauen Salon malte Julius Diez das Deckengemälde mit der Göttin Diana, umgeben von den zwölf Tierkreiszeichen.

## Ausstattung und Nutzung

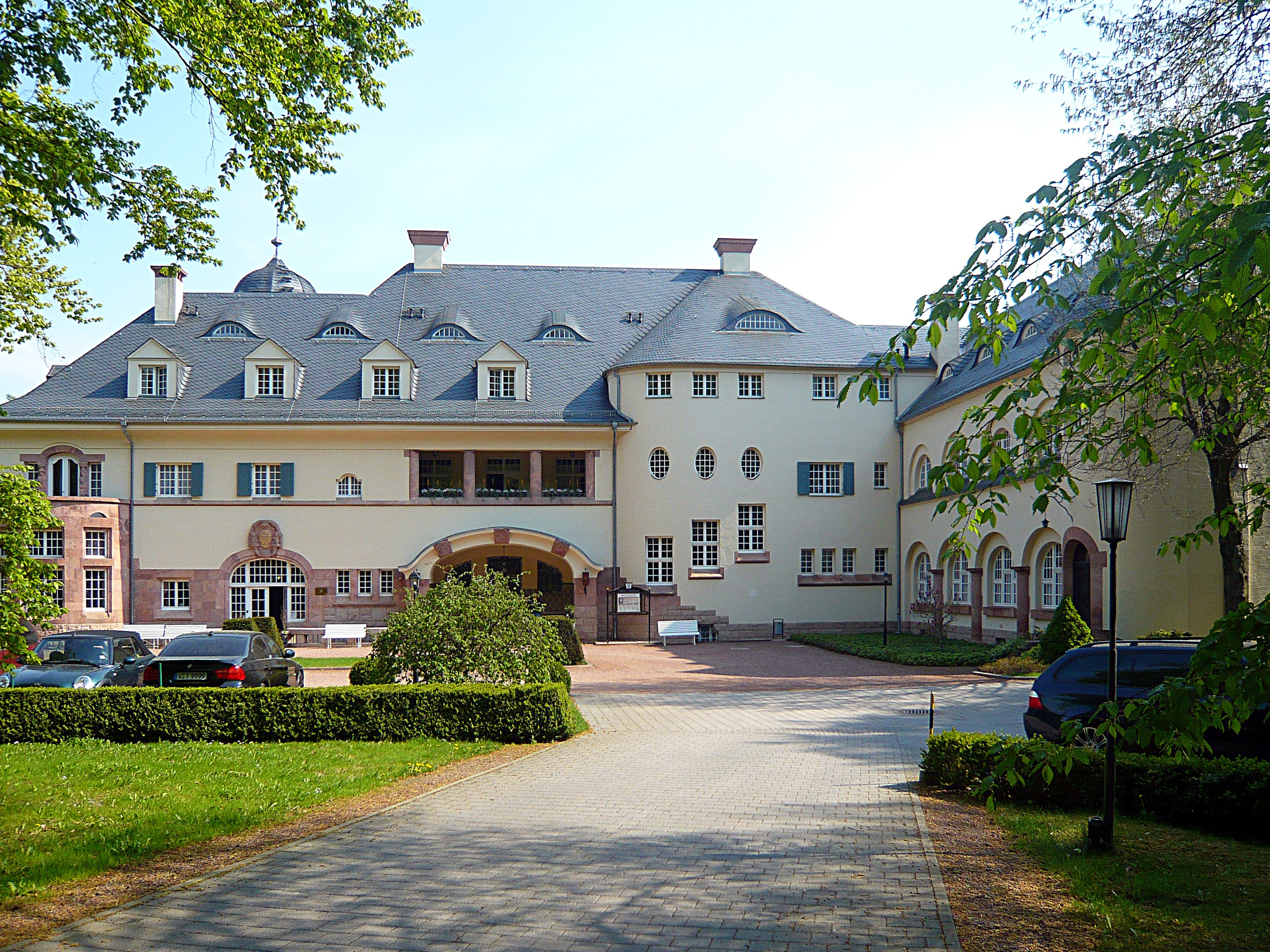
Gästehaus Wolfsbrunn

Das Hotel verfügt über drei Suiten, 19 Doppelzimmer sowie zwei Einzelzimmer, in denen einige Möbel aus der Bauzeit vorhanden sind. Hinzugekommen sind technische Anlagen und Sanitärausstattungen. Nach den Umbauarbeiten von 2010 trat das Feinschmeckerrestaurant unter dem Namen „Pavillon“ auf. Der Dresdner Meisterkoch Henry Kreher kreierte bis Mai 2009 eine an der Region orientierte Küche, die im Varta-Restaurantführer mit drei Diamanten ausgezeichnet wurde. Heute (2020) firmiert es unter dem Namen Restaurant Artichoke mit ebenfalls gehobener Küche, die vorwiegend mit regionalen Produkte arbeitet. Einige Räumlichkeiten wurden mit Konferenztechnik als Tagungsräume für 6 bis 50 Personen gestaltet. Außerdem gibt es eine Hotelbar, einen Fitness- und Wellnessbereich sowie in den Außenanlagen einen Tennisplatz. Die Hoteliers veranstalten auch Hochzeiten und Sommerfeste, zu denen Musik- und Trachtengruppen auftreten.